# NGC 7756
NGC 7756 este o interacțiune de galaxii situată în constelația Peștii. A fost descoperită în 24 septembrie 1830 de către John Herschel. Se află la o distanță de 14,7 megaparseci de Pământ.